# マット・ドハーティ
マット・ドハーティ（Matt Doherty，1992年1月16日 - ）は、アイルランド・ダブリン出身のサッカー選手。ポジションは、ディフェンダー。アイルランド共和国代表。

## 経歴

### ウルヴァーハンプトン・ワンダラーズ
ユース選手としてアイルランド1部のボヘミアンFCに所属していたころ、ウルヴァーハンプトン・ワンダラーズFCから注目される。ボヘミアンでのトップチームでのプレーが無かったにもかかわらず、2010年7月にウルブズはドハーティに2年契約を提示して移籍させた。
2011年1月8日のドンカスター・ローヴァーズFC戦でプロデビュー。同年9月24日のリヴァプールFC戦でプレミアリーグデビューを果たす。しかし出場機会は少なく、2012年1月にスコティッシュ・プレミアリーグのハイバーニアンFCにレンタル移籍し、同年10月にはベリーFCにレンタル移籍した。
2013年1月にディーン・ソーンダースが指揮を取り始めると、ドハーティはウルブズの右サイドバックの主力として扱われた。チームはその年にフットボールリーグ1に降格するも、ドハーティは残留し、1年でのフットボールリーグ・チャンピオンシップ復帰に貢献した。
2017-18シーズンにウルブズはチャンピオンシップ優勝を果たし、来季のプレミアリーグ復帰を決めた。2018年8月18日のレスター・シティFC戦で後半21分にジェイミー・ヴァーディの悪質タックルを受け負傷退場となったが、大事には至らず次節で復帰を果たした。最終的に18-19シーズンのリーグ戦全試合出場を記録し、昇格初年度の7位フィニッシュ及びヨーロッパリーグ出場権獲得に貢献した。2019-20シーズンも主力として活躍し、リーグ戦36試合に出場して2季連続の7位フィニッシュに貢献した。ウルブズに在籍した8シーズンで公式戦通算302試合に出場、28ゴール41アシストを記録し、2019-20シーズン終了後、同国のトッテナム・ホットスパーへの移籍が決定した。

### トッテナム・ホットスパー
2020年8月30日、トッテナム・ホットスパーFCへ4年契約で移籍した。移籍金は1340万ポンドとみられている。なお、ボヘミアンからウルブズへ移籍した際の契約には"ドハーティが次に移籍した場合、移籍金の10%をボヘミアンが受け取る"という条項が含まれていたため、ボヘミアンには10年越しにクラブの年間収益を超える大金が転がり込んだ。チームでは主にセルジュ・オーリエと右サイドバックのポジションを争い、最終的にリーグ戦では17試合に出場した。リーグ8節WBA戦では、88分に右サイドからのクロスでハリー・ケインの決勝点をアシストした。
翌2021-22シーズンはエメルソン・ロイヤルの加入によってポジション争いで遅れを取るも、2022年に入ってからはアントニオ・コンテの信頼を掴んだ。しかし、4月9日のアストン・ヴィラFC戦で負傷し離脱したため出場数は伸びず、15試合の出場にとどまった。

### アトレティコ・マドリード
2023年1月31日、フリーでアトレティコ・マドリードに加入し、2022-23シーズン終了時までの短期契約を結び、シーズン終了後に契約満了で退団した。

### ウルヴァーハンプトン・ワンダラーズ（第2期）
2023年7月21日、古巣のウルヴァーハンプトン・ワンダラーズFCに3年契約で加入した。

## 人物・エピソード
アーセナルのファンである。自身の公式Twitterアカウントでも「俺は大のアーセナルファンだ」「これまでもこれからもアーセナルが大好きだ」などとクラブへの愛を表明していた。しかしその後同クラブの宿敵であるトッテナムへの移籍が決定したため、移籍発表の直後に新しいユニフォームを着用したドハーティがPCを操作し過去の"立場上まずい"ツイートを削除するという内容の動画がトッテナム公式SNSアカウントに投稿された。